# Thale Hauptbahnhof
Thale Hauptbahnhof – stacja kolejowa w Thale, w kraju związkowym Saksonia-Anhalt, w Niemczech. Według DB Station&Service ma kategorię 5.

## Linie kolejowe
- Linia kolejowa Magdeburg – Thale

## Połączenia
| Linia  | Trasa | Takt (min) | Przewoźnik kolejowy     |
| ------ | --- | ---------- | ----------------------- |
| HEX 11 | Thale Hbf – Quedlinburg – Halberstadt – Oschersleben (Bode) – Magdeburg Hbf | 60         | Transdev Sachsen-Anhalt |
| HBX    | Thale Hbf – Quedlinburg – Halberstadt – Oschersleben (Bode) – Magdeburg Hbf – Genthin – Potsdam Hbf – Berlin-Wannsee – Berlin Zoologischer Garten – Berlin Hbf – Berlin Alexanderplatz – Berlin Ostbahnhof | –          | Transdev Sachsen-Anhalt |